# 比亚迪F6DM
比亚迪F6DM是比亚迪汽车曾计划生产的插电式混合动力式中型轿车。比亚迪汽车由中国最大的手机电池生产商比亚迪股份有限公司拥有。

## 历史
F6DM曾在2008年北美国际汽车展上被介绍和展览。

## 参看
- 比亞迪F3DM(BYD F3DM)
- 比亚迪e6
- 雪佛兰沃蓝达(Chevrolet Volt)